# Luke Jongwe
Luke Mafuwa Jongwe (* 6. Februar 1995 in Harare, Simbabwe) ist ein simbabwischer Cricketspieler, der seit 2014 für die simbabwische Nationalmannschaft spielt.

## Kindheit und Ausbildung
Jongwe besuchte die Churchill High School und widmete sich dort intensiv dem Cricket-Spiel. So war er Teil des simbabwischen U14-Teams das im Jahr 2009 Namibia tourte. Auch war er Teil der simbabwischen Vertretung bei den ICC U19-Cricket-Weltmeisterschaften 2012 und 2014.

## Aktive Karriere
Nach guten Leistungen im heimischen Cricket und in der simbabwischen A-Mannschaft wurde er für die Selektoren der Nationalmannschaft interessant. Jongwe gab sein Debüt in der Nationalmannschaft in der ODI-Serie gegen Südafrika im August 2014. Daraufhin spielte er zunächst weiter im heimischen Cricket. Im September 2015 folgte dann gegen Pakistan sein Debüt im Twenty20-Cricket. Gegen Afghanistan konnte er dann kurz darauf in der ODI-Serie 3 Wickets für 16 Runs als Bowler erzielen. Bei der ODI-Serie gegen Afghanistan in den Vereinigten Arabischen Emiraten im Januar 2016 erreichte er dann im dritten Spiel 5 Wickets für 6 Runs und im abschließenden fünften Spiel 3 Wickets für 50 Runs. Jedoch verletzte er sich im Frühjahr, als er einen Ball an den Kopf bekam und verpasste so die ICC World Twenty20 2016. Nach seiner regeneration kam er jedoch zunächst nicht mehr zurück ins Nationalteam. So war er in einen Autounfall verwickelt und hatte mehrere Disziplin-Probleme in Verbindung mit Alkohol.
So kam er erst im April 2021 wieder zurück ins Team. Bei der Tour gegen Pakistan erzielte er in der Twenty20-Serie 4 Wickets für 18 Runs und 3 Wickets für 37 Runs. Für ersteres wurde er als Spieler des Spiels ausgezeichnet. Daraufhin wurde er in den Kader des Test-Teams berufen und absolvierte sein Debüt im zweiten Test der Tour. Bei der folgenden Tour gegen Bangladesch erreichte er in den ODIs (3/51) und Twenty20s (3/31) jeweils ein Mal drei Wickets. In Irland konnte er dann noch mal 3 Wickets für 29 Runs in den Twenty20s erzielen. Nachdem er sich im Sommer 2022 mit dem Team beim ICC Men’s T20 World Cup Global Qualifier Group B 2022 für das Endturnier qualifizierte, konnte er beim ICC Men’s T20 World Cup 2022 als beste Leistung 29 Runs gegen die West Indies erreichen.